# Алостеричний центр
Алостеричний центр — це спеціальна ділянка на молекулі ферменту (або іншого білка), яка просторово віддалена від активного центру. На відміну від активного центру, де відбувається безпосереднє зв'язування субстрату та каталітична реакція, алостеричний центр призначений для зв'язування регуляторних молекул, які називаються ефекторами (або модуляторами). Цей механізм регуляції є критично важливим для контролю біологічних процесів, дозволяючи клітинам адаптуватися до мінливих умов.

## Регуляція роботи активного центру
Взаємодія ефектора з алостеричним центром викликає конформаційні зміни у всій молекулі ферменту. Ці зміни, або так звані «молекулярні перемикання», передаються на активний центр, впливаючи на його форму, гнучкість або електростатичний потенціал. Внаслідок цього змінюється:
1. Спорідненість активного центру до субстрату:
  - Алостеричні активатори (позитивні модулятори), зв'язуючись з алостеричним центром, можуть змінити конформацію активного центру таким чином, що його спорідненість до субстрату збільшується. Це призводить до підвищення ефективності зв'язування субстрату та, як наслідок, до прискорення ферментативної реакції. Прикладом може слугувати активація фосфофруктокінази-1 (ключового ферменту гліколізу) АМФ, що сигналізує про низький енергетичний статус клітини.
  - Алостеричні інгібітори (негативні модулятори), навпаки, зв'язуючись з алостеричним центром, спричиняють зміни, які зменшують спорідненість активного центру до субстрату або навіть повністю перешкоджають його зв'язуванню. Це призводить до зниження або повного пригнічення активності ферменту. Класичним прикладом є інгібування аспартаттранскарбамоїлази кінцевим продуктом її метаболічного шляху — цитидинтрифосфатом (ЦТФ) — що є прикладом зворотного зв'язку.
  - Джерело: Voet, D., Voet, J. G., & Pratt, C. W. (2016). Fundamentals of Biochemistry: Life at the Molecular Level (5th ed.). Wiley. (розділи, що стосуються кінетики ферментів та регуляції).
2. Каталітична ефективність активного центру: Навіть якщо субстрат все ще може зв'язуватися з активним центром, конформаційні зміни, спричинені алостеричним ефектором, можуть безпосередньо впливати на швидкість самої каталітичної реакції. Це може відбуватися шляхом зміни орієнтації субстрату в активному центрі, впливу на ключові каталітичні залишки або модифікації енергетичного бар'єру реакції. Таким чином, алостерична регуляція може змінювати не тільки зв'язування, але й «ефективність роботи» активного центру.
  - Джерело: Nelson, D. L., & Cox, M. M. (2017). Lehninger Principles of Biochemistry (7th ed.). W. H. Freeman. (розділи, що описують механізми ферментативного каталізу та алостеричну регуляцію).

## Значення алостеричної регуляції
Алостерична регуляція є надзвичайно важливим механізмом контролю активності ферментів у клітині. Вона дозволяє:
- Тонко налаштовувати швидкість метаболічних шляхів: Це забезпечує оптимальне функціонування клітини та організму в цілому, швидко реагуючи на зміни концентрації субстратів, продуктів або інших регуляторних молекул.
- Забезпечувати зворотний зв'язок (feedback inhibition): Кінцевий продукт метаболічного шляху може виступати алостеричним інгібітором для ферменту на початку цього ж шляху, що дозволяє уникнути надлишкового синтезу та зберегти енергетичні ресурси.
- Інтегрувати різні метаболічні сигнали: Ферменти можуть мати декілька алостеричних центрів, що дозволяє їм «інтегрувати» сигнали від різних метаболічних шляхів, забезпечуючи скоординовану відповідь на комплексні зміни в клітинному середовищі.
- Здійснювати кооперативність: У деяких мультимерних ферментах зв'язування ліганду з одним активним або алостеричним центром може впливати на спорідненість інших центрів до ліганду. Це явище, відоме як кооперативність, є характерною рисою, наприклад, зв'язування кисню гемоглобіном, хоча гемоглобін не є ферментом, принцип алостеричної регуляції схожий.

## Приклади алостерично регульованих ферментів
1. Фосфофруктокіназа-1 (PFK-1): Ключовий фермент гліколізу, що каталізує перетворення фруктозо-6-фосфату на фруктозо-1,6-бісфосфат. Його активність алостерично активується АМФ (сигналом низької енергії) та фруктозо-2,6-бісфосфатом, і інгібується АТФ та цитратом (сигналами високої енергії). Цей механізм дозволяє клітині регулювати швидкість вироблення енергії відповідно до її потреб.
  - Джерело: Berg, J. M., Tymoczko, J. L., Gatto, G. J., & Stryer, L. (2015). Biochemistry (8th ed.). W. H. Freeman. (розділи, що стосуються регуляції гліколізу).
2. Гексокіназа: Перший фермент гліколізу, що фосфорилює глюкозу. Її активність інгібується глюкозо-6-фосфатом, продуктом власної реакції. Це є прикладом алостеричного інгібування за принципом зворотного зв'язку, що запобігає накопиченню глюкозо-6-фосфату при його надлишку.
  - Джерело: Nelson, D. L., & Cox, M. M. (2017). Lehninger Principles of Biochemistry (7th ed.). W. H. Freeman. (розділи, що стосуються метаболізму глюкози).
3. Аспартаттранскарбамоїлаза (АТКаза): Фермент, що бере участь у синтезі піримідинових нуклеотидів. Активність АТКази алостерично інгібується кінцевим продуктом шляху — цитидинтрифосфатом (ЦТФ) та активується АТФ, що є показником достатку енергії. Це дозволяє клітині регулювати виробництво нуклеотидів відповідно до їх потреби.
  - Джерело: Voet, D., Voet, J. G., & Pratt, C. W. (2016). Fundamentals of Biochemistry: Life at the Molecular Level (5th ed.). Wiley. (розділи, що стосуються регуляції нуклеотидного обміну).